# Campeonato Mundial de Esqui Alpino de 1935
O Campeonato Mundial de Esqui Alpino de 1935 foi a quinta edição do evento, foi realizado em Mürren na Suíça, em Fevereiro de 1934.

## Medalhistas

### Masculino
| Evento    | Ouro           | Prata        | Bronze                             |
| --------- | -------------- | ------------ | ---------------------------------- |
| Downhill  | Franz Zingerle | Emile Allais | Willi Steuri                       |
| Slalom    | Anton Seelos   | David Zogg   | Friedl Pfeiffer / Francǫis Vignole |
| Combinado | Anton Seelos   | Emile Allais | Birger Ruud                        |

### Feminino
| Evento    | Ouro          | Prata         | Bronze          |
| --------- | ------------- | ------------- | --------------- |
| Downhill  | Christl Cranz | Hady Pfeiffer | Anny Rüegg      |
| Slalom    | Anny Rüegg    | Christl Cranz | Käthe Grasegger |
| Combinado | Christl Cranz | Anny Rüegg    | Käthe Grasegger |

## Quadro de medalhas
Key
| Ordem | País     | Medalha de ouro | Medalha de prata | Medalha de bronze | Total |
| ----- | -------- | --------------- | ---------------- | ----------------- | ----- |
| 1     | Alemanha | 2               | 2                | 2                 | 6     |
| 2     | Suíça    | 1               | 2                | 2                 | 5     |
| 3     | Áustria  | 3               | 0                | 1                 | 4     |
| 4     | França   | 0               | 2                | 1                 | 3     |
| 5     | Noruega  | 0               | 0                | 1                 | 1     |
|       | Total    | 6               | 6                | 7                 | 19    |